# مارینا منیشخ

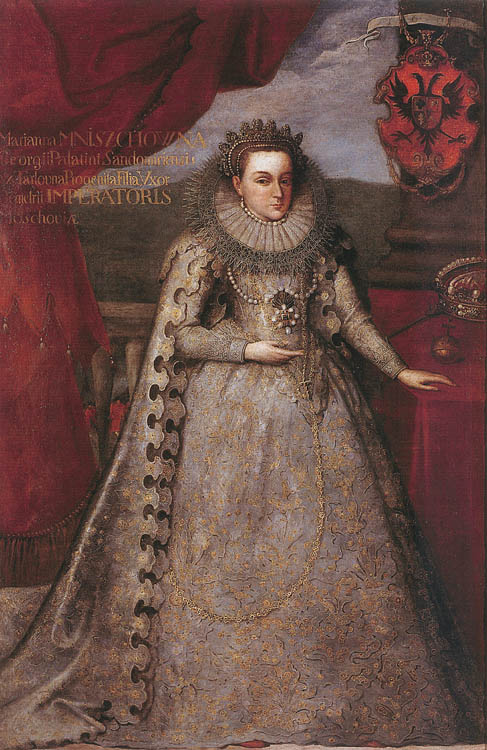
مارینا مِنیشخ در لباس تاجگذاری، ۱۶۰۶.

مارینا مِنیشخ (لهستانی: Maryna Mniszech؛ ‏ حوالی ۱۵۸۸ – ۲۴ دسامبر ۱۶۱۴) یا مارینا منیشک (روسی: Марина Мнишек) نجیب‌زادهٔ لهستانی و تزاریتسا اهل پادشاهی لهستان بود که در مه ۱۶۰۶ در زمانه دشواری‌ها به عنوان همسر دیمیتری دروغین اول تزار تمامی روسیه شد. پس از مرگ همسرش، او دوباره با یک فرد فریب‌کار دیگر که ادعای سلطنت داشت یعنی دیمیتری کاذب دوم، ازدواج کرد. او یک کاتولیک با ایمان بود و امیدوار بود که مردم روسیه را به پیروی و عبادت کلیسای کاتولیک وادار کند.

## زندگی
مارینا مِنیشخ دختر یادویکا تاروو و یژی مِنیشخ، والی و فرماندار لهستانی ساندومیژ بود، که یکی از سازمان‌دهندگان دیمیتریاد (جنگ‌های لهستان با روسیه) بود، که به‌دنبال ظهور فردی که ادعا می‌کرد پسر ایوان مخوف است، آغاز شده بود. ازدواج مارینا مِنیشخ با دیمیتری دروغین اول فرصتی برای اشراف لهستانی فراهم کرد تا بر سرپرست خود کنترل داشته باشند. مارینا مِنیشخ حدود سال‌های ۱۶۰۴ یا ۱۶۰۵ در دربار یکی از اشراف جمهوری لهستان با دیمیتری دروغین اول ملاقات کرد و به او نامزد شد. در ازای ازدواج با او، دیمیتری به او قول داد که پسکوف و ولیکی نووگورود را به او و اسمولنسک و سووریا را به پدرش واگذار کند. پس از مرگ بوریس گودونوف دیمیتری در ژوئن ۱۶۰۵ مسکو را تصرف کرد. در نوامبر همان سال، او یک هیئت دیپلماتیک به لهستان فرستاد و خواستار ازدواج رسمی با مارینا شد و همچنین پیشنهاد اتحاد نظامی برای شکست امپراتوری عثمانی را ارائه داد.

## تزاریتسا
اولین مراسم ازدواج، که در نوامبر ۱۶۰۵ توسط اسقف کراکوف، کاردینال برنارد ماچیه‌یوفسکی انجام شد، «به وکالت» در کراکوف، در مجموعه کاخ‌های مونتلوپی برگزار شد و در آن شاه لهستان، زیگیسموند سوم واسا، به همراه صدها نفر از اعضای لهستانی شلختا و مهمانان خارجی حضور داشتند. دیمیتری توسط نماینده اهل مسکو «آفیاناسی ولسیف» نمایندگی می‌شد. پس از آن، مارینا با پدرش و همراهانش که حدود ۴۰۰۰ نفر بودند، به مسکو رفتند. در ابتدای ماه مه ۱۶۰۶، مارینا در یک رژه پیروزمندانه وارد مسکو شد و در ۸ مه در کلیسای جامع رستاخیز تاج‌گذاری کرد، زمانی که پاتریارک ایگناتیوس مسکو ازدواج آن‌ها را تأیید کرد و تاج دودمان روریک را بر سرش گذاشت. مشخص نیست که آیا مارینا از کاتولیک به ارتدکس تغییر دین داده است یا خیر. او لباس عروسی لهستانی به تن داشت و دیمیتری زره یک هوسار لهستانی را پوشیده بود.
با این حال، مارینا مدت زیادی سلطنت نکرد. در صبح ۱۷ مه ۱۶۰۶، حدود دو هفته پس از تاج‌گذاری، توطئه‌گران مخالف دیمیتری و سیاست او برای همکاری نزدیک با لهستان به کرملین مسکو حمله کردند. دیمیتری سعی کرد از پنجره فرار کند، اما در سقوط پایش شکست. یکی از توطئه‌گران او را در همان‌جا به قتل رساند. ابتدا جسد او به نمایش گذاشته شد، سپس سوزانده شد و خاکستر آن از توپ به سمت لهستان شلیک شد. سلطنت دیمیتری تنها ده ماه طول کشید. واسیلی چهارم که دیمیتری پیشتر او را برای توطئه علیه خود عفو کرده بود، جای او را به‌عنوان تزار گرفت. این کودتای دولتی باعث مرگ افراد زیادی شد که بسیاری از آن‌ها از ملازمان لهستانی بودند. مارینا و پدرش، یژی مِنیشخ زندانی شدند. با این حال، داستان دیمیتری کاذب آغاز ماجرا بود.

## دوران پایانی زندگی
پس از مرگ دیمیتری دروغین اول مارینا مِنیشخ از مرگ نجات یافت – پس از آنکه به عنوان سلطنتی خود پشت پا زد – و در ژوئیه ۱۶۰۸ به لهستان بازگشت. با این حال، پدرش یژی مِنیشخ از تلاش برای تبدیل شدن به پدرخوانده تزار دست نکشید. او که به یاروسلاول تبعید شده بود، به دنبال راهی برای بازپس‌گیری حمایت‌ها و نفوذ خود بود. با کمک او، مارینا به توشینو رسید، جایی که به‌طور پنهانی با دیمیتری دروغین دوم ازدواج کرد. ستانیسواف ژوئوکیفیسکی، هتمان لهستانی، در خاطرات خود نوشت که تنها دو چیزی که دیمیتری دروغین اول و دوم در آن اشتراک داشتند این بود که «آن‌ها هر دو انسان و غاصب بودند». دیمیتری دروغین دوم در دسامبر ۱۶۱۰ کشته شد.
مارینا مِنیشخ سپس یک آتامان به نام ایوان زاروتسکی، را به‌عنوان تکیه‌گاه و شریک زندگی خود برگزید که تلاش کرد تا نامزدی پسرش ایوان (متولد ژانویه ۱۶۱۱) را برای تخت پادشاهی روسیه تحقق بخشد. پیروان وفادار او پسر مارینا مِنیشخ را «ایوان دیمیتری‌یویچ» (در معنای تحت‌اللفظیِ ایوان، پسر دیمیتری) نامیدند، اما پاتریارک هرموگن بعدها او را «فرزند شورشی/جنایتکار» (ووریونک؛ در آن زمان، کلمه «وُر» که اکنون به معنای دزد است، به معنای «جنایتکار سیاسی» بود) خواند. در تابستان ۱۶۱۳، پس از از دست دادن حامیانشان، منیشچ و زاروتسکی به آستراخان فرار کردند، اما با انتخاب میخائیل رومانوف به‌عنوان تزار روسیه، شهروندان آستراخان خواستار اخراج مدعی تاج و تخت و خانواده‌اش از شهرشان شدند. در ۱۶۱۴، شورشی از سوی اهالی شهر تنها به هدف دستگیری خانواده مِنیشخ انجام شد و آنها به استپ‌ها فرار کردند. نزدیک رودخانه یایک در مه ۱۶۱۴، پس از شکست در جلب حمایت برای یک شورش کازاکی، توسط مردم کازاک دستگیر شده و در ماه بعد به تزار جدید تحویل داده شدند.
ایوان زاروتسکی و پسر کوچک مارینا مِنیشخ در ۱۶۱۴ اعدام شدند. مارینا مِنیشخ در زندان یدر دژ کرملین کولومنا در مدت کوتاهی پس از آن درگذشت. بر اساس برخی منابع، او خفه شده بود.